# Phyllobius oblongus
Phyllobius oblongus är en skalbaggsart som först beskrevs av Carl von Linné 1758.  Phyllobius oblongus ingår i släktet Phyllobius, och familjen vivlar. Arten är reproducerande i Sverige.

## Bildgalleri

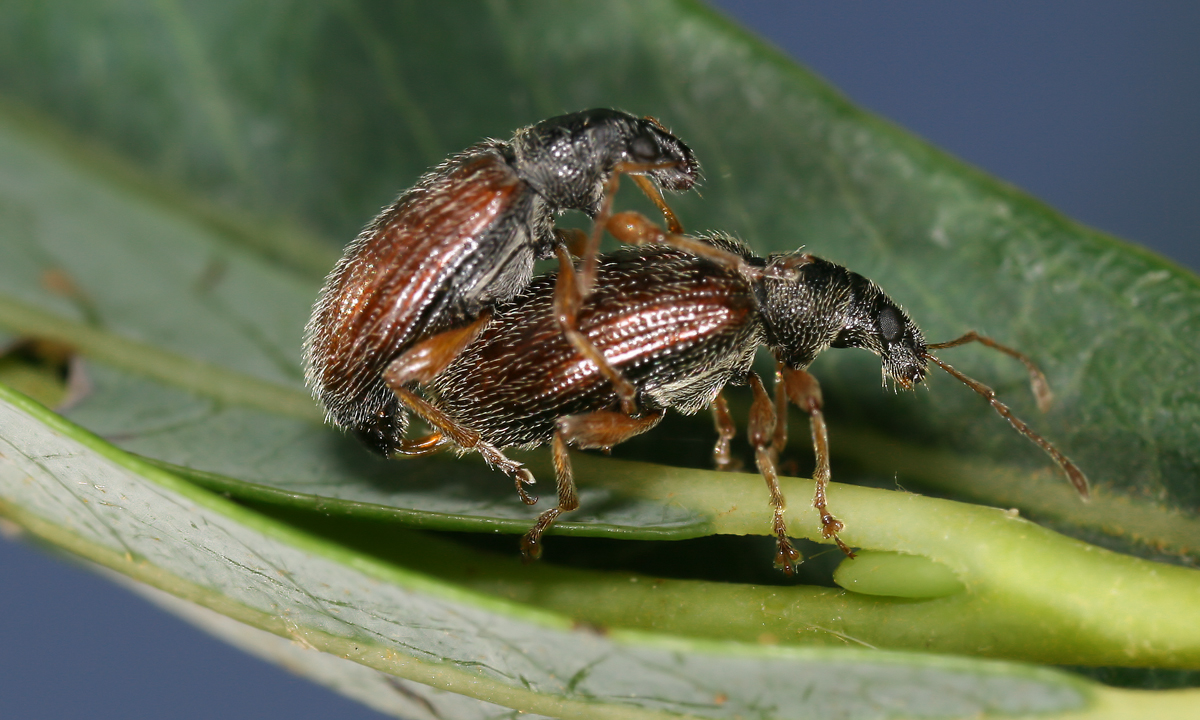
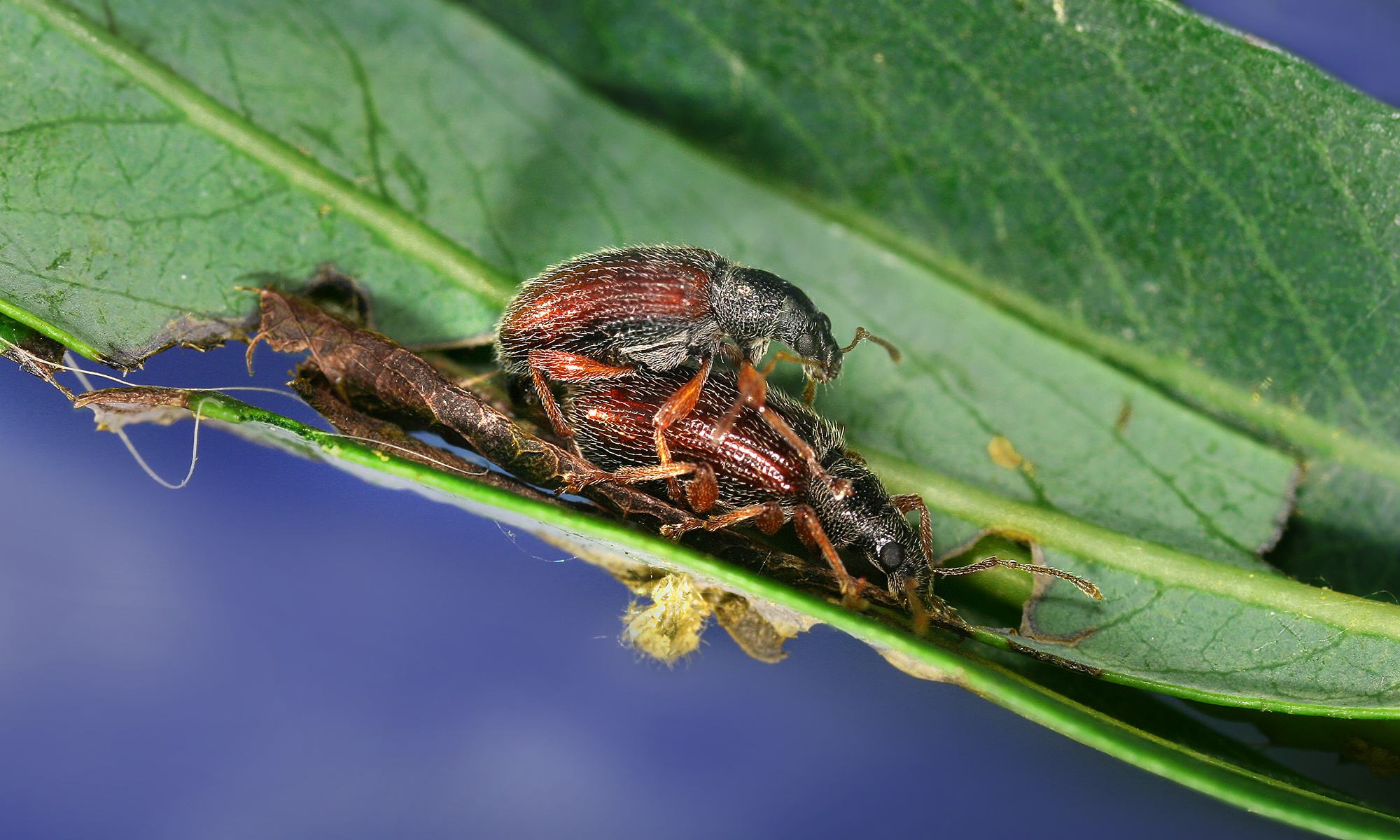
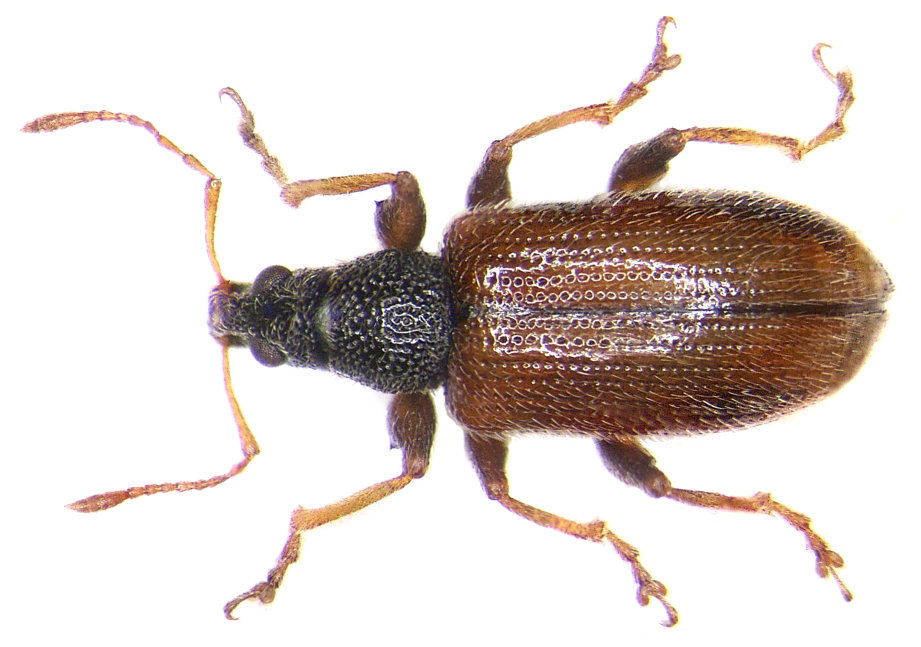
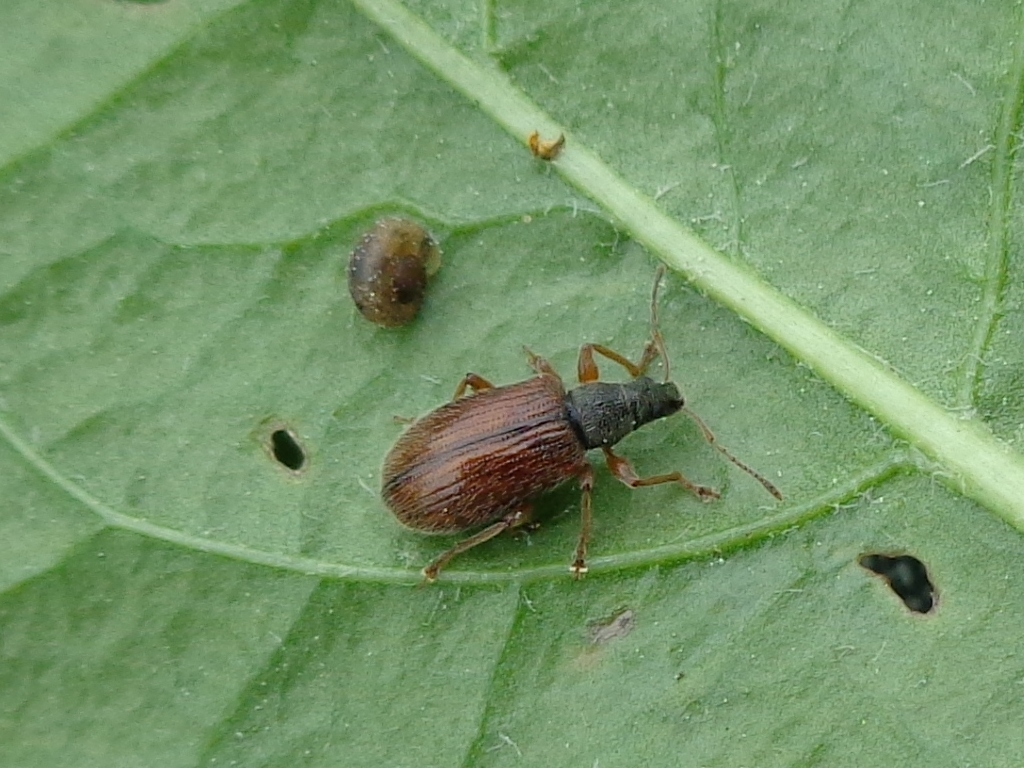
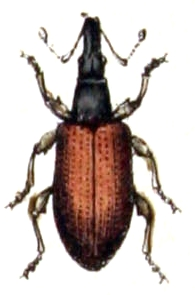
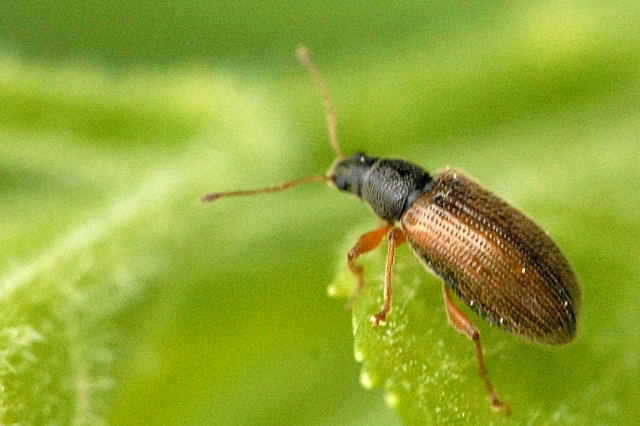